# Konstantinos Tsiklitiras
Konstantínos „Kostis“ Tsiklitíras (griechisch Κωνσταντίνος „Κωστής“ Τσικλητήρας, * 30. Oktober 1888 in Pylos; † 10. Februar 1913) war ein griechischer Sportler und Olympiasieger.
Der in Pylos geborene Tsiklitiras gehört zu den besten griechischen Sportlern aller Zeiten. Bis heute ist er der einzige griechische Leichtathlet, der bei zwei verschiedenen Olympischen Spielen Medaillen erringen konnte. Durch seinen frühzeitigen Tod endete seine Karriere, ohne dass er seine Möglichkeiten ausschöpfen konnte. 
Anfang des 20. Jahrhunderts zog Tsiklitirias nach Athen, um dort ein Studium der Wirtschaftswissenschaften aufzunehmen. Nachdem er in Athen sein überdurchschnittliches sportliches Talent entdeckte, schrieb er sich beim Breitensportverein Panathinaikos Athen ein. Dort ging er neben dem Fußball und Wasserball vor allem der Leichtathletik nach. 1908 und 1912 nahm er bei den Olympischen Spielen jeweils an den Disziplinen Weitsprung aus dem Stand und Hochsprung aus dem Stand teil. Während es bei den Spielen in London lediglich zu zwei Silbermedaillen reichte, konnte Tsiklitiras vier Jahre später in Stockholm die Goldmedaille im Standweitsprung sowie die Bronzemedaille im Standhochsprung gewinnen.
Neben seinen vier Olympiamedaillen gewann Tsiklitiras auch 19 nationale Meisterschaften.
1913, ein Jahr nach seinem Triumph in Schweden, meldete sich Tsiklitiras als Freiwilliger für die Front des Balkankriegs und starb dort im Alter von 25 Jahren an Meningitis.

## Ehrungen
- Ihm zu Ehren werden in Griechenland jährlich, neben den nationalen Meisterschaften, Leichtathletikwettbewerbe ausgetragen, die seinen Namen tragen.
- Eine ATR-42 mit der Registration SX-BIM, der griechischen Fluglinie Olympic Airlines, trägt den Taufnamen von Tsiklitiras am Rumpf.

## Weblinks

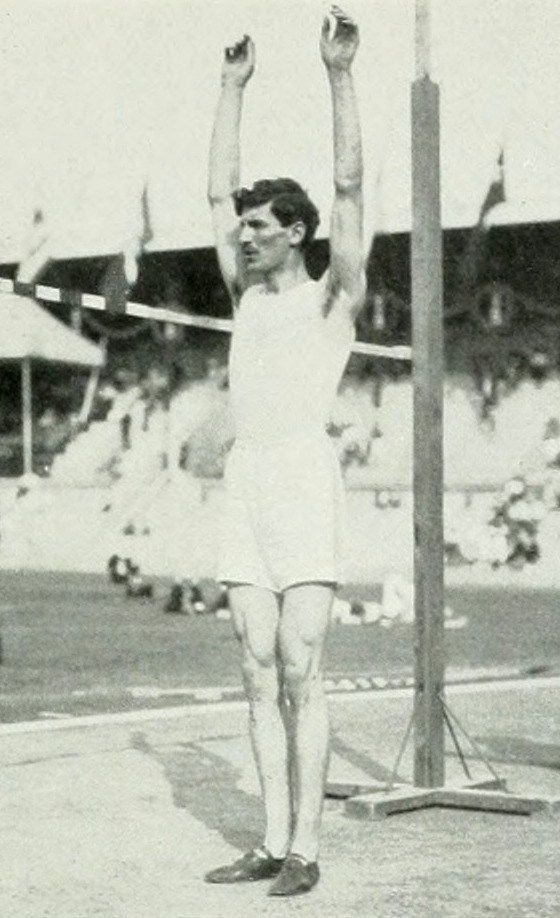
Konstantinos Tsiklitiras beim Standhochsprung 1912

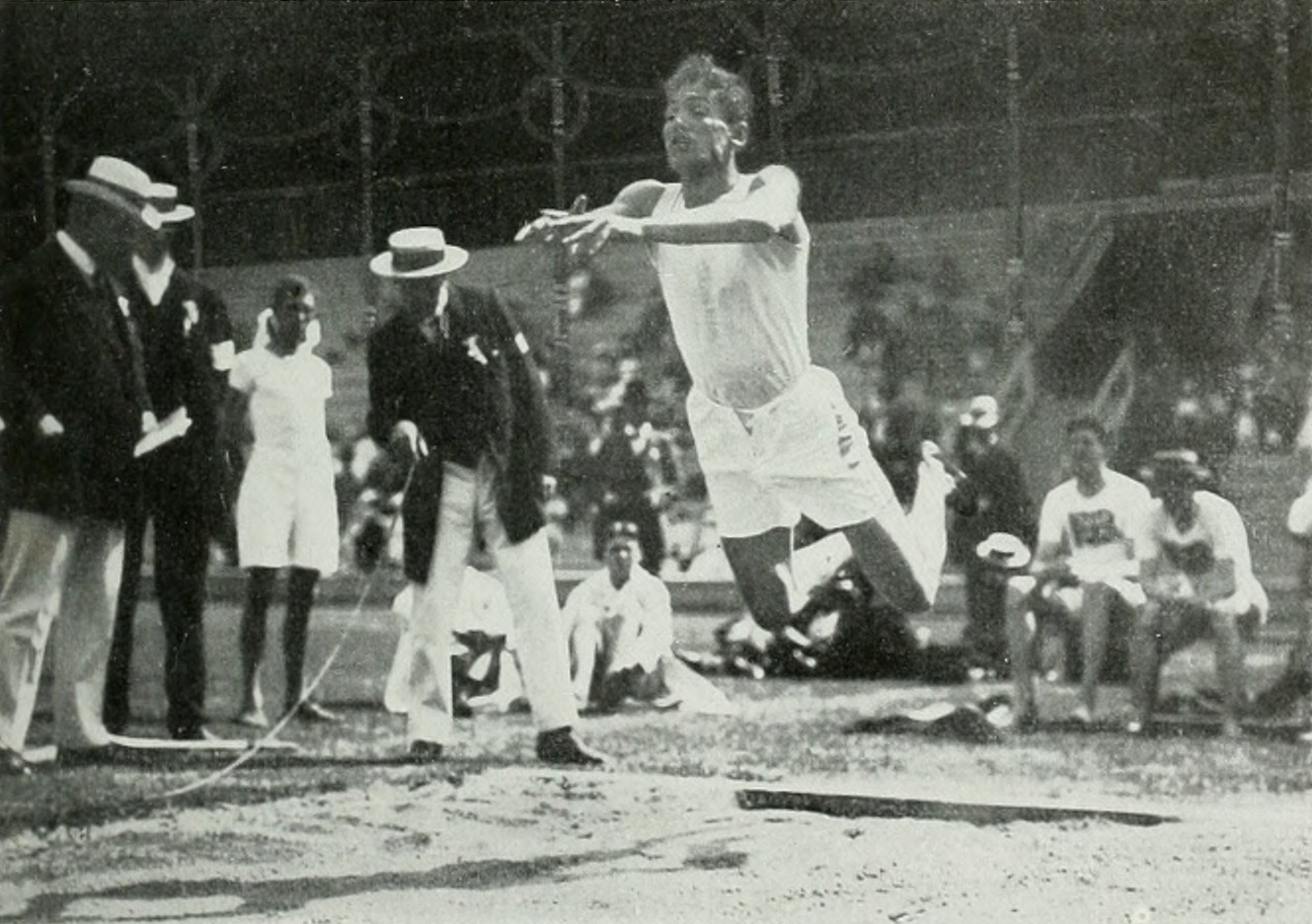
Konstantinos Tsiklitiras beim Standweitsprung 1912